# Godfrey Chitalu
Godfrey Chitalu (ur. 22 października 1947 w Luanshya, zm. 27 kwietnia 1993 u wybrzeży Gabonu) – zambijski piłkarz, grający na pozycji napastnika. Jest uznawany za jednego z najwybitniejszych zambijskich piłkarzy w historii. Pięciokrotnie zostawał najlepszym zambijskim piłkarzem roku – w 1968, 1970, 1972, 1978 i 1979 oraz jednokrotnie – w 1977 najlepszym sportowcem roku w tym kraju. W 2006 roku został umieszczony na liście 200 najlepszych afrykańskich piłkarzy, obejmującej lata od 1957 do 2006. Bleacher Report sklasyfikował go na 20. miejscu w rankingu najlepszych afrykańskich napastników w historii.

## Młodzieńcze lata
W wieku 10 lat zapewnił sobie miejsce w szkolnej drużynie piłkarskiej. Niedługo potem został zaproszony na testy do Finansa Youth Club. Pod koniec lat 60. Zambijczyk oprócz piłki nożnej, zajmował się też boksem.

## Kariera klubowa

### Kitwe United
Większość sezonu 1965 Chitalu spędził w rezerwach, jednak zadebiutował w ostatnim meczu sezonu przeciwko Rhokana United. Chitalu strzelił w tym meczu gola. W następnym sezonie napastnik otrzymał koszulkę z numerem 10, zapewnił sobie miejsce w składzie i był jednym z liderów drużyny, która zajęła szóste miejsce w tabeli. W 1968 roku został kapitanem swojego klubu.

### Kabwe Warriors
W 1971 Chitalu przeniósł się do Kabwe Warriors. Po ominięciu pierwszych sześciu meczów, strzelił hat-tricka przeciwko Kalulushi Modern Stars. W tym samym roku otrzymał przydomek „Ucar” nadany mu przez komentatora Dennisa Liwewe. Przezwisko to pochodzi od nazwy baterii produkowanej przez Union Carbide. W roku kalendarzowym 1972 strzelił łącznie 107 goli w meczach ligowych, pucharowych i reprezentacyjnych, co jest nieuznawanym przez zambijską federację piłkarską i FIFA rekordem świata. Ostatecznie do księgi rekordów Guinnessa wpisano osiągnięcie Leo Messiego, który strzelił 86 goli w 2012 roku. W 1976 i 1978 zgłaszało się po niego Derby County, jednakże ówczesny prezydent Zambii, Kenneth Kaunda, zabronił mu opuszczać kraj, dlatego Chitalu pozostał w Kabwe Warriors. Był pierwszym zawodnikiem, który dwa razy z rzędu wygrał plebiscyt na Zambijskiego Piłkarza Roku. Miało to miejsce w latach 1978 i 1979. W 1981, podczas meczu przeciwko City of Lusaka, wygranym przez jego drużynę 2–1 złamał rękę po nieszczęśliwym lądowaniu po walce w powietrzu o piłkę. Kontuzja wykluczyła go z gry do końca sezonu. Chitalu wrócił na następny sezon, jednak po jego zakończeniu zakończył karierę.

## Kariera reprezentacyjna
Chitalu zadebiutował w reprezentacji Zambii 29 czerwca 1968 w towarzyskim meczu przeciwko Ugandzie w Lusace wygranym przez Zambię 2-1. Swojego pierwszego gola w reprezentacji strzelił pięć dni później temu samemu rywalowi. Reprezentował Zambię na igrzyskach olimpijskich w 1980, na których strzelił dwa gole: przeciwko Związkowi Radzieckiemu (porażka 1–3) i Wenezueli (porażka 1–2). Swój ostatni mecz w reprezentacji rozegrał 12 grudnia 1980 przeciwko Kenii w Nairobi zremisowanym 1-1. Był to jego 103 mecz w reprezentacji (nie licząc igrzysk), w których strzelił 74 gole, co czyni go najlepszym strzelcem reprezentacji Zambii w historii.

## Kariera trenerska

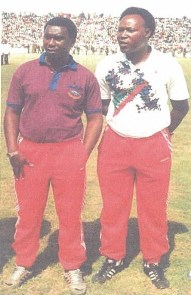
Godfrey Chitalu i Alex Chola (1993)

W 1975 roku Chitalu został grającym asystentem trenera w Kabwe Warriors. W październiku 1984 roku objął posadę pierwszego trenera tego klubu po zwolnieniu Lasky′ego Mwandu. W pierwszym sezonie zdobył Independence Cup. Pełnił tę funkcję do 1986, kiedy po zajęciu trzeciej pozycji w lidze zastąpił go Bizwell Phiri, który w następnym sezonie zdobył mistrzostwo. W 1990 klub spadł z ligi, więc trener Jack Chanda został zwolniony. W 1991 Chitalu ponownie został trenerem Kabwe Warriors i awansował do najwyższej klasy rozgrywkowej w Zambii. W 1992 roku reprezentacja Zambii niespodziewanie przegrała z Madagaskarem w eliminacjach do MŚ 1994, w wyniku czego zwolniono selekcjonera, którym był Samuel Ndhlovu. Zastąpił go Moses Simwala, a jego asystentami zostali Chitalu i Alex Chola, jednakże Simwala zachorował, co spowodowało, że Chitalu został selekcjonerem. Przed śmiercią zdążył poprowadzić Zambię w 6 meczach, z których 4 wygrał, 1 zremisował i 1 przegrał. Bilans bramkowy Zambii pod wodzą Chitalu to 13–3.

## Śmierć

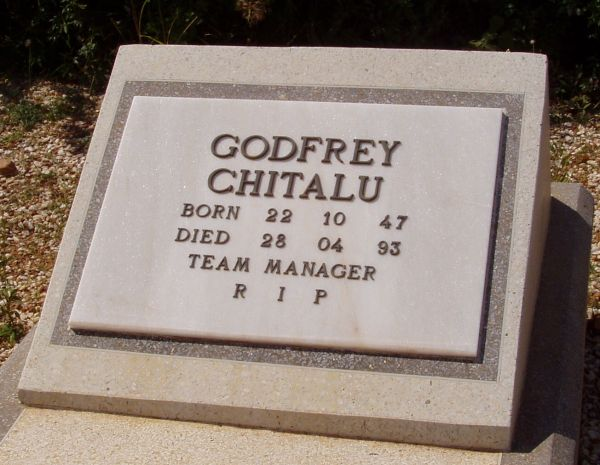
Grób Godfreya Chitalu w Lusace

Chitalu był jedną z ofiar katastrofy lotniczej w Gabonie. Samolot, którym reprezentacja Zambii leciała na mecz z Senegalem w eliminacjach do MŚ 1994 wpadł do oceanu u wybrzeży Gabonu, 500 m od brzegu. Katastrofy nie przeżył nikt. Wśród 30 ofiar znajdowali się m.in. Chitalu, Michael Mwape – prezydent zambijskiej federacji piłkarskiej oraz 18 piłkarzy. W Lusace znajduje się droga nazwana imieniem Chitalu. Drużyna Kabwe Warriors w grudniu 2012 podała do publicznej wiadomości, że zamierza zmienić nazwę stadionu z „Railway Stadium” na „Godfrey «Ucar» Chitalu 107 Stadium” oraz wznieść pomnik na jego cześć. Chitalu pozostawił żonę i siedmioro dzieci. Jeden z jego synów, Dennis w 1992 grał dla Kabwe Warriors.

## Życie prywatne
W październiku 1972 Chitalu ożenił się z Christine Chibale. Miał z nią siedmioro dzieci.

## Literatura dodatkowa
- Jerry Muchimba: Godfrey 'Ucar' Chitalu. Kibworth Beauchamp: Matador, 2015. ISBN 978-1-78462-220-6. (ang.). Brak numerów stron w książce